# Reiner Solenander

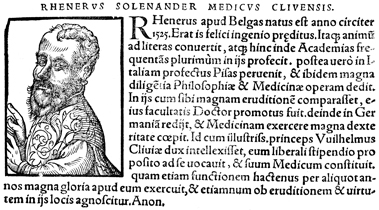
Reiner Solenander in einem Buch von Heinrich Pantaleon

Reiner Solenander (* 1. Mai 1527 in Büderich; † 5. Januar 1601 in Büderich), ursprünglich Reiner Gathmann, war Badearzt in Lucca und Leibarzt Wilhelms des Reichen in Düsseldorf.

## Leben
Als Sohn einer angesehenen Büdericher Bürgerfamilie besuchte Reiner Gathmann die Weseler Lateinschule. Rektor der Schule war zu der Zeit der ebenfalls aus Büderich stammende Johannes Peringius. Bereits zu dieser Zeit wurde er von Herzog Johann III. von Kleve finanziell gefördert.
Ein Stipendium des Herzogs ermöglichte ihm, der, wie Melchior Adam schreibt, von ingenio felici (glücklicher Begabung) war, ferner ein mehrjähriges Studium in Löwen, Bologna, Pisa, Rom und Neapel. Er latinisierte seinen Namen in „Reiner(us) Solenander“, und schaltete sich mit seiner ersten Publikation Apologia qua Iulio Alexandrino respondetur pro Argenterio in den von Paracelsus und Vesalius ausgelösten Streit um die Bedeutung und Verbindlichkeit der Lehre des Galenus ein. Giovanni Argenterio hatte Galenus angegriffen, Julius Alexandrinus nahm Galenus gegen diese Angriffe in Schutz. Solenander stellte sich auf die Seite des Angreifers, also der Befreiung von Galenus’ erdrückender Vormachtstellung in der bisherigen Medizin. Er kehrte später freilich zu den anerkannteren galenischen Prinzipien zurück. Er untersuchte und verglich die aus der Antike bekannten Thermalquellen von Ischia und wurde Badearzt in Lucca. Mit De caloris fontium medicatorum causa, eorumque temperatione libri duo wurde er zu einem frühen Balneologen. Unmittelbar nach dieser Veröffentlichung berief ihn 1559 Herzog Wilhelm der Reiche nach Düsseldorf, wo er neben dem acht Jahre älteren Johann Weyer als herzoglicher Leibarzt wirkte. Als Johannes Oporinus 1565 einen Brief über Paracelsus an die beiden Leibärzte richtete, wandte er sich an Solenander als den medicum illustrum ducis Juliacensis excellentissimum. 1566 erlitt der Herzog einen Schlaganfall. Solenander linderte das darauffolgende Siechtum durch diätetische Maßnahmen, musste sich aber bald auch der Geistesschwäche und Melancholie des Erbprinzen Johann Wilhelm annehmen, die zu beheben ihm nicht gelang. Erfolgreich hingegen behandelte er ein Augenleiden des Kartographen Gerhard Mercator in Duisburg mit Augentrost. Solenander heiratete in Düsseldorf Maria, eine Tochter des Arztes Johannes Lithodius (* 1510; † nach 1578).
Solenander und Weyer nahmen 1573 an der Brautfahrt der Prinzessin Marie Eleonore von Jülich-Kleve-Berg zu ihrer Hochzeit mit Herzog Albrecht Friedrich von Preußen nach Königsberg teil. 1578 zog sich Johann Weyer aus dem Hofdienst zurück, sein Sohn Galenus Weyer folgte ihm nach. Von diesem, Solenander und Lambert Wolf stammt ein medizinisches Gutachten über den desolaten Gesundheitszustand Johann Wilhelms im Jahr 1589. 1592 starb Wilhelm der Reiche, 1595 zog Solenander sich nach Büderich zurück, zumal dem Nachfolger Johann Wilhelm medizinisch mit damaligen Mitteln offenkundig nicht zu helfen war. Solenander sammelte und publizierte seine medizinischen Erfahrungen in dem Werk Consiliorum Medicinalium sectiones quinque, in dem insgesamt 133 verschiedene exemplarische Fälle von Nierensteinen über Schwerhörigkeit bis zur Melancholie nach damaligem Wissen und therapeutischem Vermögen geschildert sind. Laut Melchior Adam forderte Solenander eine Verbesserung der Ausbildung des medizinischen Nachwuchses, der sich allzu oft damit begnüge, in Italien einige Rezepte zu sammeln, dann nach Hause zurückkehre und glaube, sich Arzt nennen zu dürfen. Gut paracelsisch verlangte Solenander, ein Arzt müsse die Krankheit exakt erkennen und Natur und Heilkräfte der anzuwendenden Mittel fleißig studiert haben.
Solenander wurde im Willibrordi-Dom zu Wesel beigesetzt.
Heute sind nach Solenander Straßen in mehreren Städten und Gemeinden benannt, z. B. im Düsseldorfer Stadtteil Bilk.

## Werke
- Reineri Solenandri medici Apologia qua Iulio Alexandrino respondetur pro Argenterio. Apud Laurentium Torrentinum, Florentiae (Florenz) 1556 (Google-Books).
- De caloris fontium medicatorum causa, eorumque temperatione libri duo, et Philosophis et Medicis perutiles. Lugduni (Lyon), Apud Joannem Franciscum de Gabiano, 1558 (Google-Books).
- Reineri Solenandri Budericensis medici Consiliorum Medicinalium, Sectio prima. Johannes Franciscus de Gambiano, Lyon 1560 (Google-Books)
- Consiliorum medicinalium Reineri Solenandri, Budericensis, doctoris, medici Ducis Cliuensium, &c. Sectiones quinque. / Quarum prima ante annos trigintaocto, à Joanne Francisco de Gabiano Lugduni edita,; & cum consiliis celeberrimi medici Ioannis Montani in 16 excusa.; Reliquae quatuor ab auctore jam recens additae. Hanouiae (Hanau), Typis Wechelianis, apud Claudium Marnium & heredes Ioan. Aubrii., 1609 (Google-Books).